# Secrétariat à l'Agriculture et au Développement rural du Mexique
Le Secrétariat à l'Agriculture et au Développement rural du Mexique est l'un des membres du cabinet présidentiel du Mexique, abrégé « SADER ».

## Liste des secrétaires
| - Gouvernement José López Portillo - (1976 - 1982): Francisco Merino Rábago - Gouvernement Miguel de la Madrid - (1982 - 1984): Horacio García Aguilar - (1984 - 1988): Eduardo Pesqueira Olea - Gouvernement Carlos Salinas de Gortari - (1988 - 1990): Jorge de la Vega Domínguez - (1990 - 1994): Carlos Hank González - Gouvernement Ernesto Zedillo - (1994 - 1995): Arturo Warman Gryj - (1995 - 1998): Francisco Labastida Ochoa - (1998 - 2000): Romárico Arroyo Marroquín - Gouvernement Vicente Fox - (2000 - 2005) : Javier Usabiaga Arroyo - (2005 - 2006) : Francisco Mayorga Castañeda - Gouvernement Felipe Calderón - (2006 - 2009) : Alberto Cárdenas Jiménez - (2009 - 2012) : Francisco Mayorga Castañeda - Gouvernement Enrique Peña Nieto - (2012 - 2015) : Enrique Martínez y Martínez - (2015 - 2018) : José Eduardo Calzada Rovirosa - (2018) : Baltazar Hinojosa Ochoa - Gouvernement Andrés Manuel López Obrador - (2018 - 2024) : Víctor Manuel Villalobos Arámbula - Gouvernement Claudia Sheinbaum - (depuis 2024) : Julio Berdegué Sacristán |